# Martin Roe
Martin Roe (Bergen, 1º aprile 1992) è un multiplista norvegese.

## Palmarès
| Anno | Manifestazione  | Sede       | Evento    | Risultato | Prestazione | Note                                     |
| ---- | --------------- | ---------- | --------- | --------- | ----------- | ---------------------------------------- |
| 2009 | Mondiali U18    | Bressanone | Octathlon | 11º       | 5730 p.     |                                          |
| 2010 | Mondiali U20    | Moncton    | Decathlon | 13º       | 7056 p.     |                                          |
| 2011 | Europei U20     | Tallinn    | Decathlon | 7º        | 7618 p.     |                                          |
| 2013 | Europei U23     | Tampere    | Decathlon | 12º       | 7526 p.     |                                          |
| 2016 | Europei         | Amsterdam  | Decathlon | 11º       | 7795 p.     |                                          |
| 2017 | Mondiali        | Londra     | Decathlon | 12º       | 8040 p.     |                                          |
| 2018 | Europei         | Berlino    | Decathlon | 6º        | 8131 p.     |                                          |
| 2019 | Europei indoor  | Glasgow    | Eptathlon | 7º        | 5951 p.     |                                          |
| 2019 | Mondiali        | Doha       | Decathlon | 18º       | 6845 p.     |                                          |
| 2021 | Giochi olimpici | Tokyo      | Decathlon | 19º       | 7863 p.     |                                          |
| 2022 | Europei         | Monaco     | Decathlon | 14º       | 7754 p.     | Miglior prestazione personale stagionale |